# Pompei (comune)
Pompei (Pumpeje in napoletano) è un comune italiano di 23 507 abitanti della città metropolitana di Napoli in Campania, sede dei celebri scavi archeologici dell'antica città romana.

## Storia

### Periodo prima dell'eruzione
Una migrazione di abitanti dalle terre dell'Egeo discendenti dei Pelasgi, formò un primitivo insediamento ai piedi del Vesuvio, nell'area di Pompei: forse non un villaggio vero e proprio, più probabilmente un piccolo agglomerato di case posto all'incrocio di tre importanti strade, ricalcate in epoca storica dalla via proveniente da Cuma, Nola, Stabia e da Nocera.
Fu conquistata una prima volta dalla colonia di Bea tra il 525 e il 474 a.C.: le prime tracce di un centro importante risalgono al VI secolo a.C., anche se in questo periodo la città, sembra ancora un'aggregazione di edifici piuttosto disordinata e spontanea.
La battaglia persa dagli Etruschi nelle acque di fronte a Cuma contro Cumani e Siracusani (metà del V secolo a.C.) portò Pompei sotto l'egemonia dei sanniti. La città aderì alla Lega nucerina: probabilmente risale a questo periodo la fortificazione dell'intero altopiano con una cerchia di mura di tufo che racchiudeva oltre sessanta ettari, anche se la città vera e propria non raggiungeva i dieci ettari d'estensione.
Fu ostile ai Romani durante le guerre sannitiche. Una volta sconfitta, divenne alleata di Roma come socia dell'Urbe, conservando un'autonomia linguistica e istituzionale. È del IV secolo a.C. il primo regolare impianto urbanistico della città che, intorno al 300 a.C., fu munita di una nuova fortificazione in calcare del Sarno.
Durante la seconda guerra punica Pompei, ancora sotto il controllo di Nuceria Alfaterna, rimase fedele a Roma e poté così conservare una parziale indipendenza. Nel II secolo a.C. la coltivazione intensiva della terra e la conseguente massiccia esportazione di olio e vino portarono ricchezza e un alto tenore di vita.
Allo scoppio della guerra sociale Pompei fu ostile a Roma: nell'89 a.C. Silla, dopo aver fatto capitolare Stabia, partì alla volta di Pompei, che tentò una strenua difesa rinforzando le mura cittadine e avvalendosi dell'aiuto di un gruppo di celti capitanati da Lucio Cluenzio. Ogni tentativo di resistenza risultò vano e la città cadde ma, grazie all'appartenenza alla lega nucerina, ottenne la cittadinanza romana e fu inserita nella Gens Menenia.
Nell'80 a.C. entrò definitivamente nell'orbita di Roma e Silla vi trasferì un gruppo di veterani nella Colonia Venerea Pompeianorum Sillana. Tacito ricorda la rissa tra Nucerini e Pompeiani del 59 d.C. nell'Anfiteatro romano di Pompei, che spinse i consoli a proibire per dieci anni ogni forma di spettacolo gladiatorio.
Nel 79 d.C. Pompei fu interessata dall'eruzione del Vesuvio, che la seppellì sotto una coltre di materiali piroclastici di altezza variabile dai cinque ai sette metri, determinandone la fine. Al momento dell'eruzione molti edifici erano in fase di ricostruzione a causa del sisma del 62 d.C.

### Periodo dopo l'eruzione
La storia moderna dell’antica città di Pompei va fatta coincidere con la storia dei primi insediamenti nell’area dei borghi di Scafati e soprattutto di Torre Annunziata (fondata nel 1319), la prima nella zona interna, la seconda sul versante costiero.
L’area durante il Medioevo fu interessata da un’importante opera idraulica di deviazione del fiume Sarno per un sistema che copriva in toto 11 km, volta a fornire alle centinaia di pastifici di Torre Annunziata l’energia per la produzione della pasta.
I resti dell’antica Pompeii furono scoperti nel 1599, ma solo nel 1748 iniziarono le reali campagne di scavo, che furono visitabili e restarono all’interno del comune di Torre Annunziata fino al 1928. Nella stessa città di Torre Annunziata sorse il santuario della Beata Vergine del Rosario di Pompei, ora basilica pontificia, voluto dal beato Bartolo Longo, che fu il grande promotore della nascita della moderna cittadina.

### Comune autonomo
Bartolo Longo, proclamato beato il 26 ottobre 1980 da papa Giovanni Paolo II, coordinò l’istituzione di due sezioni di stato civile della Valle di Pompei, una nel comune di Scafati (1895) e l’altra nel comune di Torre Annunziata (1901), che rappresentarono i fondamenti giuridici per la costituzione del moderno comune, avvenuta in seguito, il 29 marzo 1928.
Per la formazione del moderno ente, fu donata l’area che dagli scavi procede fino al santuario dal comune di Torre Annunziata; e quella dall’attuale via Lepanto, comprendente anche il palazzo di Bartolo Longo, dal comune di Scafati. Contribuirono alle aree periferiche anche i comuni di Boscoreale e Gragnano.
Ebbe risalto internazionale la registrazione in audio e video, nell'Anfiteatro romano di Pompei, avvenuta nell'ottobre 1971, del concerto dei Pink Floyd, pubblicato nel 1972 come Pink Floyd a Pompei. Il concerto fu tenuto in assenza di pubblico, alla presenza del solo staff tecnico.
Nello stesso anfiteatro l'ex componente degli stessi Pink Floyd, David Gilmour, ha eseguito due concerti nel luglio 2016: da queste tappe del suo Rattle That Lock Tour, è stato tratto un album dal vivo, sia audio che video, dal titolo Live at Pompeii pubblicato nel 2017.
Il 26 dicembre 2020 è stato riscoperto un termopolio magnificamente conservato, con tanto di affreschi intonsi, resti di cibo nelle sue anfore e ormai quasi del tutto emerso dalle ceneri della città soffocata dall'eruzione del Vesuvio del 79 d.C.

### Simboli
Lo stemma del comune di Pompei è stato concesso con regio decreto del 30 maggio 1929.
Il gonfalone, concesso con il regio decreto del 15 dicembre 1930, è costituito da un drappo azzurro.

### Onorificenze
Con decreto firmato il 9 gennaio 2004 dall'allora Presidente della Repubblica Carlo Azeglio Ciampi, Pompei è stata elevata al rango di città.

## Monumenti e luoghi d'interesse

### Architetture religiose
- Santuario della Beata Vergine del Rosario di Pompei
- Chiesa di San Salvatore
- Chiesa del Sacro Cuore di Gesù
- Chiesa di San Giuseppe sposo della Beata Vergine
- Chiesa di Santa Maria Assunta in Cielo
- Chiesa Immacolata Concezione
- Chiesa Madonna dell'Arco
- Cappella Madonna delle Grazie
- Chiesa dei Sacri Cuori di Gesù e Maria

### Siti archeologici

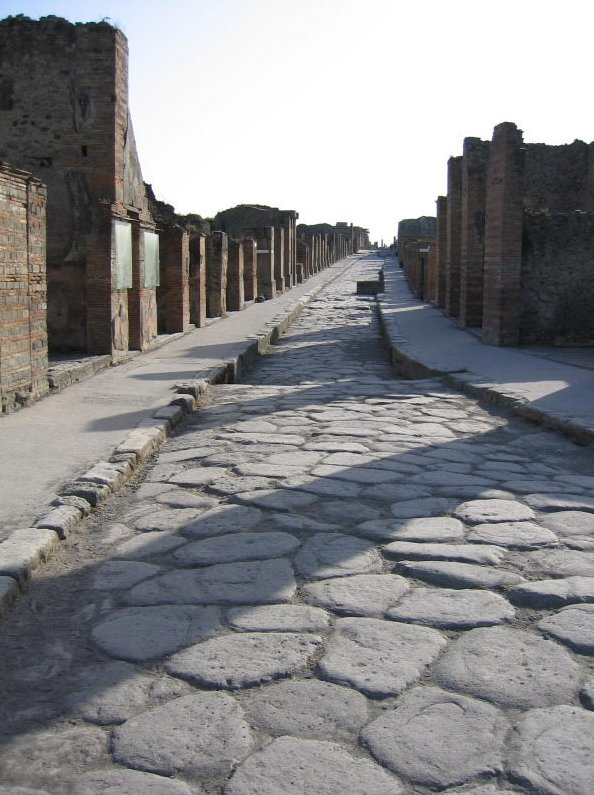
Una strada dell'antica Pompei

A partire dalla fine del XVIII secolo sono stati riportati alla luce i resti dell'antica città romana: le indagini archeologiche hanno restituito non solo pitture, mosaici, suppellettili ed edifici, ma hanno permesso di ricostruire lo stile di vita in epoca romana. Il sito archeologico pompeiano, insieme a quelli di Ercolano e Oplonti, è stato dichiarato nel 1997 dall'UNESCO patrimonio dell'umanità.

## Società

### Evoluzione demografica
Abitanti censiti

### Etnie e minoranze straniere
Al 31 dicembre 2022 erano presenti 746 stranieri, pari al 3,24% della popolazione.

## Infrastrutture e trasporti

### Strade
La città di Pompei è attraversata dall'autostrada A3 Napoli-Salerno ed è servita dai tre svincoli Pompei Scavi, Castellammare di Stabia e Pompei Centro - Scafati.

### Ferrovie
La città di Pompei è attraversata da 3 linee ferroviarie: Napoli-Poggiomarino e Torre Annunziata-Sorrento della rete Circumvesuviana gestita dall'Ente Autonomo Volturno, la Napoli-Salerno è gestita da Rete Ferroviaria Italiana.
Fra il 1911 e il 1952 Pompei fu servita dai binari della tranvia Salerno-Pompei, esercita dalla società Tranvie Elettriche della Provincia di Salerno (TEPS). Il primitivo capolinea tronco era situato sulla piazza del Santuario, sostituito nel 1924 da quello definitivo posto di fronte alla stazione della Circumvesuviana.

#### Stazioni

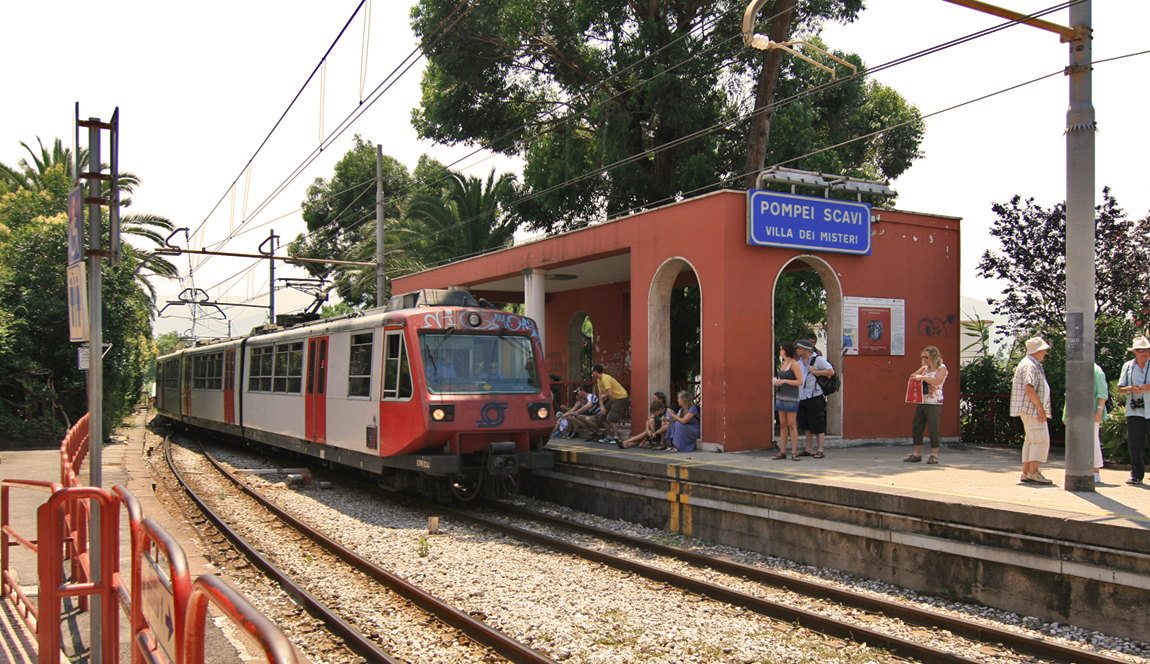
Stazione Pompei Scavi - Villa dei Misteri della Circumvesuviana

| Nome                           | Gestore         | Stato attuale | Servizio   |
| ------------------------------ | --------------- | ------------- | ---------- |
| Pompei                         | FS              | In uso        | Passeggeri |
| Pompei Scavi                   | FS              | Dismessa      | Passeggeri |
| Pompei Santuario               | Circumvesuviana | In uso        | Passeggeri |
| Pompei Valle                   | Circumvesuviana | Dismessa      | Passeggeri |
| Pompei Scavi-Villa Dei Misteri | Circumvesuviana | In uso        | Passeggeri |
| Ponte Persica                  | Circumvesuviana | Dismessa      | Passeggeri |
| Moregine                       | Circumvesuviana | In uso        | Passeggeri |

## Amministrazione

Gonfalone comunale

### Sindaci
| Periodo           | Periodo           | Primo cittadino          | Partito                        | Carica      | Note   |
| ----------------- | ----------------- | ------------------------ | ------------------------------ | ----------- | ------ |
| 1928              | 1932              | Giuseppe Fucci           | -                              | Comm. pref. |        |
| 1932              | 1936              | Angelo Bianchi           | -                              | Comm. pref. |        |
| 1936              | 1937              | Francesco Schettini      | Partito Nazionale Fascista     | Podestà     |        |
| 1937              | 1941              | Armando Ardias           | Partito Nazionale Fascista     | Podestà     |        |
| 1941              | 1941              | Luigi Arpaia             | Partito Nazionale Fascista     | Podestà     |        |
| 1941              | 1943              | Igino Flamini            | -                              | Comm. pref. |        |
| 1943              | 1944              | Giuseppe Balsamo         | -                              | Comm. pref. |        |
| 1944              | 1946              | Romualdo Federico        | Partito Nazionale Monarchico   | Sindaco     |        |
| 1946              | 1948              | Eduardo Santilli         | Democrazia Cristiana           | Sindaco     |        |
| 1948              | 1952              | Luigi Morlicchio         | Democrazia Cristiana           | Sindaco     |        |
| 1952              | 1954              | Ernesto Marotta          | Democrazia Cristiana           | Sindaco     |        |
| 1954              | 1956              | Romualdo Federico        | Partito Monarchico Popolare    | Sindaco     |        |
| 1956              | 1960              | Adriano Bellone          | Democrazia Cristiana           | Sindaco     |        |
| 1960              | 1965              | Pasquale Cipriano        | Democrazia Cristiana           | Sindaco     |        |
| 1965              | 1969              | Raffaele Mancino         | Democrazia Cristiana           | Sindaco     |        |
| 1969              | 1970              | Giovanni Fienga          | Movimento Sociale Italiano     | Sindaco     |        |
| 1970              | 1975              | Vincenzo Romano          | Democrazia Cristiana           | Sindaco     |        |
| 1975              | 1977              | Mario Finelli            | Democrazia Cristiana           | Sindaco     |        |
| 1977              | 1980              | Aldo Tufarelli           | Democrazia Cristiana           | Sindaco     |        |
| 1980              | 1988              | Nunziato Machetti        | Democrazia Cristiana           | Sindaco     |        |
| 4 giugno 1988     | 24 marzo 1993     | Giuseppe Tucci           | Democrazia Cristiana           | Sindaco     |        |
| 27 aprile 1993    | 2 giugno 1993     | Leandro Morlicchio       | Democrazia Cristiana           | Sindaco     |        |
| 2 luglio 1993     | 28 giugno 1999    | Sandro Staiano           | Lista civica di sinistra       | Sindaco     |        |
| 28 giugno 1999    | 28 giugno 2004    | Giovanni Battista Zito   | Democratici di Sinistra        | Sindaco     |        |
| 28 giugno 2004    | 16 gennaio 2014   | Claudio D'Alessio        | La Margherita-PD               | Sindaco     |        |
| 16 gennaio 2014   | 9 giugno 2014     | Aldo Aldi                | -                              | Comm. pref. | [ 16 ] |
| 9 giugno 2014     | 10 ottobre 2016   | Ferdinando Uliano        | Lista civica di centrosinistra | Sindaco     |        |
| 10 ottobre 2016   | 13 febbraio 2017  | Donato Giovanni Carfagna | -                              | Comm. pref. |        |
| 13 febbraio 2017  | 12 giugno 2017    | Maria Luisa D'Alessandro | -                              | Comm. pref. |        |
| 12 giugno 2017    | 12 febbraio 2020  | Pietro Amitrano          | Partito Democratico            | Sindaco     |        |
| 12 febbraio 2020  | 22 settembre 2020 | Santi Giuffrè            | -                              | Comm. pref. |        |
| 22 settembre 2020 | in carica         | Carmine Lo Sapio         | Partito Democratico            | Sindaco     |        |

### Gemellaggi

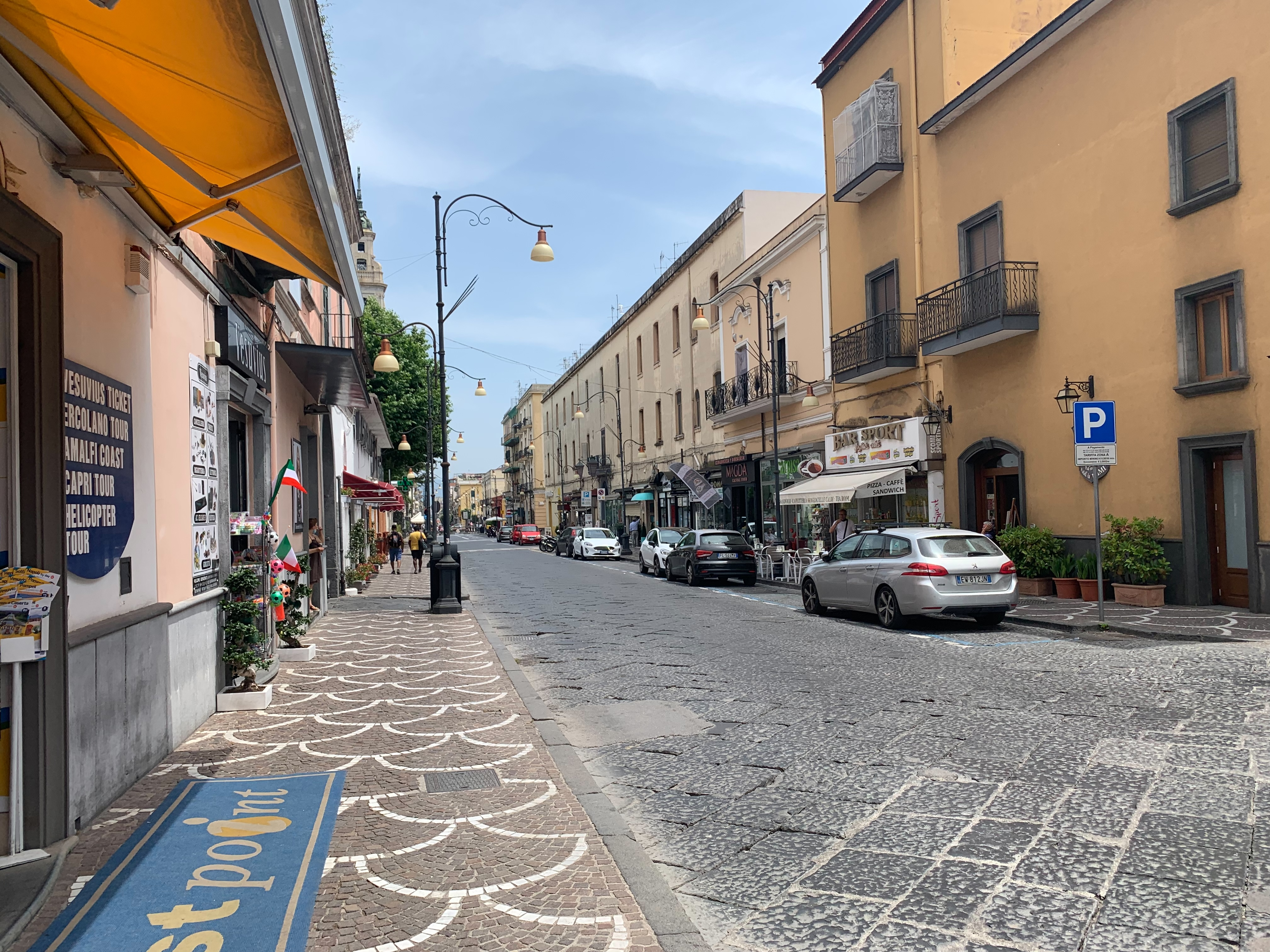
La città moderna

- Gyeongju, dal 1994
- Latiano
- Tarragona[17]
- Xi'an
- Noto

### Patti di amicizia
- Lampedusa, dal 2008
- Casagiove
- Lijiang
- Benevento
- Pozzuoli
- Oria

## Sport

### Calcio
La principale squadra della città è il FC Pompei. I colori sociali sono il rosso e il blu. La squadra milita nelle categorie dilettantistiche. Lo stadio dell'FC Pompei è lo stadio comunale Bellucci, situato nel cuore della città, capace di ospitare 500 spettatori.